# Universitatea de Tehnologie din Cipru
Universitatea de Tehnologie din Cipru (în greacă Τεχνολογικό Πανεπιστήμιο Κύπρου, transliterat: Technologikό Panepistimio Kýprou - TE.PA.K.) este a treia universitate publică din Cipru și singura publică din districtul Limassol. Personalul de cercetare și academic al Universității de Tehnologie este implicat în peste 340 de proiecte cu o finanțare/contribuție totală de peste 50 de milioane de euro. Proiectele de cercetare sunt finanțate prin programe naționale și europene în cadrul HORIZON2020, FP7, Programul ERASMUS+ și de învățare pe tot parcursul vieții, Programele Cadru Naționale ale Fundației pentru Promovarea Cercetării din Cipru, Programele de Cooperare Teritorială Europeană (INTERREG), Programul COST, LIFE+, EUROSTARS etc..
TEPAK este singura universitate publică din Cipru și cea mai mare la nivel național care deține certificarea internațională pentru managementul și dezvoltarea resurselor umane Investors In People (Silver), care recunoaște cele mai bune practici de management al resurselor umane aplicate în organizație.

## Istoric
Universitatea a fost fondată în decembrie 2003 și a primit primii studenți în anul universitar 2007-2008, fiind inaugurată la 8 septembrie 2007 de președintele cipriot Tassos Papadopoulos. Sediul Universității de Tehnologie din Cipru este în orașul Limassol, al doilea ca mărime din Cipru după capitala Nicosia.
Admiterea la studiile de licență are loc prin examene pan-cipriote, în timp ce un număr de locuri sunt disponibile pentru solicitanții din Grecia prin examenele pan-elene. Încă din primul an de funcționare, competiția pentru admiterea la Universitate pentru studii universitare de licență a fost deosebit de intensă. La momentul inaugurării Universității, Ciprul era una dintre primele cinci țări din lume cu cel mai mare procent de deținători de diplome universitare raportat la numărul populației.

## Clasamente universitare
Conform clasamentelor internaționale, Universitatea de Tehnologie din Cipru ocupă:
- locurile 301-350 în clasamentul mondial Times Higher Education al universităților, 2019, 2020, 2021[6],
- locul 44 (din 533) în clasamentul mondial Times Higher Education Emerging Economies University Rankings al universităților din țări clasificate ca emergente, 2020[1],
- locul 148 (din 417) în clasamentul european Times Higher Education Best Universities, 2020[1],
- locul 17 (din 20) în clasamentul mondial al universităților mici Times Higher Education World’s Best Small Universities, 2019[1],
- locul 301-400 în clasamentul mondial al universităților Times Higher Education Impact Rankings, 2020[2] dintre 766 de universități incluse în listă. În clasamentele individuale, universitatea ocupă poziții onorabile în clasamentele realizate pe baza obiectivelor de dezvoltare durabilă (ODD) ale Organizației Națiunilor Unite[1]:
  - ODD 13 Acțiune climatică - locul 53 din 376 de universități,
  - ODD 7 Energie curată și la prețuri accesibile - locul 73 din 361 de universități,
  - ODD 3 Sănătate și bunăstare - locurile 101-200 din 620 de universități,
  - ODD 12: Consum și producție responsabile - locurile 101-200 din 360 de universități,
- locurile 601-800 în clasamentul mondial Times Higher Education al universităților, 2024[7],
- locul 367 în clasamentul universităților din Europa Europe University Rankings, 2024[2],
- locul 102 (din 400) în clasamentul universităților din țările europene emergente și Asia Centrală EECA University Rankings, 2024[2],
- locul 148 în clasamentul mondial al universităților înființate în ultimii 50 de ani Young University Rankings, 2024[2],

## Structură
La inaugurare, în 2007, Universitatea de Tehnologie din Cipru cuprindea cinci facultăți: Facultatea de Științe Geotehnice și Managementul Mediului, Facultatea de Economie și Management, Facultatea de Arte Aplicate și Comunicare, Facultatea de Inginerie și Tehnologie, Facultatea de Științe ale Sănătății.
În prezent, Universitatea conține opt facultăți cu 16 departamente:
- Facultatea de Științe Geotehnice și Managementul Mediului
  - Departamentul de Științe Agricole, Biotehnologie și Știința Alimentelor
  - Departamentul de Inginerie Chimică

- Facultatea de Management si Economie
  - Departamentul de Finanțe, Contabilitate și Științe Administrative
  - Departamentul Maritim

- Facultatea de Comunicare si Media
  - Departamentul Comunicare si Marketing
  - Departamentul de Comunicare și Studii Internet

- Facultatea de Științe ale Sănătății
  - Departamentul de Nursing
  - Departamentul de Științe de Recuperare Medicală

- Facultatea de Arte Plastice si Aplicate
  - Departamentul de Multimedia și Arte Grafice
  - Departamentul de Arte Plastice

- Facultatea de Inginerie și Tehnologie
  - Departamentul de Inginerie Electrică, Ingineria Calculatoarelor și Informatică
  - Departamentul de Inginerie Mecanică și Știința și Ingineria Materialelor
  - Departamentul de Inginerie Civilă și Geoinformatică

- Facultatea de Management Turistic, Ospitalitate și Antreprenoriat
  - Departamentul de Management, Antreprenoriat și Afaceri Digitale
  - Departamentul de Management Turism și Ospitalitate
  - Academia de Turism și Ospitalitate din Cipru

- Centrul lingvistic

Funcționarea Universității este susținută de mai multe servicii:
- Bibliotecă
- Departamentul Administrativ
- Cooperare internațională și parteneriate
- Cercetare și cooperare internațională
  - Biroul de legătură între întreprinderi
  - Erasmus
  - Biroul de cooperare internațională
  - Centrul Informațional Europe Direct
- Cercetare, inovație și Dezvoltare
- Centre și Laboratoare de Cercetare
- Serviciul Resurse Umane
- Departamentul Financiar
- Sisteme informatice si tehnologie
- Serviciul pentru afaceri academice și bunăstarea studenților
- Serviciul de comunicare, marketing și relații internaționale

## Infrastructură
Universitatea este situată în inima centrului istoric al orașului Limassol, fiind găzduită de clădiri istorice restaurate, cum ar fi Clădirea Veche a Registrului Funciar, Clădirea Tribunalelor, vechiul Oficiu Poștal Central, fostul Hotel Continental, fostul magazin universal al lui Tofis Kyriakou și altele. Creșterea treptată a numărului de facultăți, departamente și studenți prevede extinderea dincolo de nucleul istoric al orașului și crearea unui campus în zona care găzduiește Departamentul de Poliție din Limassol și vechiul Spital General al orașului.

## Relații internaționale
Universitatea de Tehnologie din Cipru este una dintre cele opt universități parte ale inițiativei de creare a Universității Europene de Tehnologie (European University of Technology – EUt+, împreună cu Universitatea de Tehnologie din Riga (Rīgas Tehniskā Universitāte, Letonia), Universitatea Tehnică din Sofia (Технически университет София, Bulgaria), Hochschule Darmstadt, Universitatea de Științe Aplicate (Germania), Universitatea Tehnică din Dublin (Technological University Dublin, Irlanda), Universitatea Politehnică din Cartagena (Universidad Politecnica de Cartagena, Spania), Universitatea Tehnică Troyes (Université de Technologie de Troyes, Franța) și Universitatea Tehnică Cluj-Napoca (România).
Universitatea Europeană de Tehnologie EUt+ este rezultatul alianței formate de opt instituții europene de învățământ superior care împărtășesc viziunea „Gândește mai întâi pentru om” (Think Human First) pentru o abordare mai centrată pe om a tehnologiei și ambiția de a crea o nouă instituție de învățământ superior în cadrul Uniunii Europene pe baza cooperării dintre aceste instituții. Prin EUt+, partenerii se angajează să creeze un viitor durabil pentru studenții lor, pentru personalul propriu și pentru zonele în care se află facilitățile lor.
În 2023 a aderat la inițiativă și Universitatea din Cassino și Lazio de Sud (Università degli studi di Cassino e del Lazio Meridionale, Italia), aceasta devenind al nouălea membru al alianței universitare. În aprilie 2024 a avut loc la Dublin a treia întâlnire de lucru a membrilor proiectului, în cadrul căreia s-au dezbătut subiecte privind extinderea și accelerarea integrării instituționale a celor nouă universități membre pentru atingerea obiectivului de formare a unei singure entități, cu o conducere unică și buget comun.